# Artie 3000
Artie 3000 là một hệ thống đồ chơi robot được sản xuất bởi Education Insights.
Đây là một robot nhỏ có thể được lập trình để di chuyển theo bất kỳ hướng nào trên một mảnh giấy bằng cách sử dụng một số ngôn ngữ lập trình khác nhau, tương tự như robot Rùa. Nó giao tiếp với máy tính xách tay, máy tính để bàn hoặc máy tính bảng bằng cách tạo ra một mạng WiFi mà người dùng kết nối và điều khiển thông qua giao diện trình duyệt web. Giao diện web cho phép bạn mô phỏng chương trình của mình trước khi áp dụng nó trên giấy. Robot có thể được lập trình trong Blockly, Snap!, Python hoặc JavaScript. Robot được cung cấp năng lượng bởi 4 x AA pin ở mặt sau của nó. Nó đi kèm với bốn bút dạ và một công cụ hiệu chỉnh bằng nhựa. Có thể sử dụng bút khác có đường kính chính xác. Trên đế của thiết bị là một ổ cắm MicroUSB chỉ dành cho các bản cập nhật chương trình cơ sở.